# Tunghua
Tunghua (egyszerűsített kínai írással: 通化市, pinjin: Tōnghuà) prefektúra szintű város Kínában, Csilin tartományban. Lakosainak száma 1 302 778 fő (2020).

## Népesség
| 2010 | 2 324 439 |
| 2020 | 1 302 778 |

## Testvérvárosok
- Magadan